# Malko (Romane)

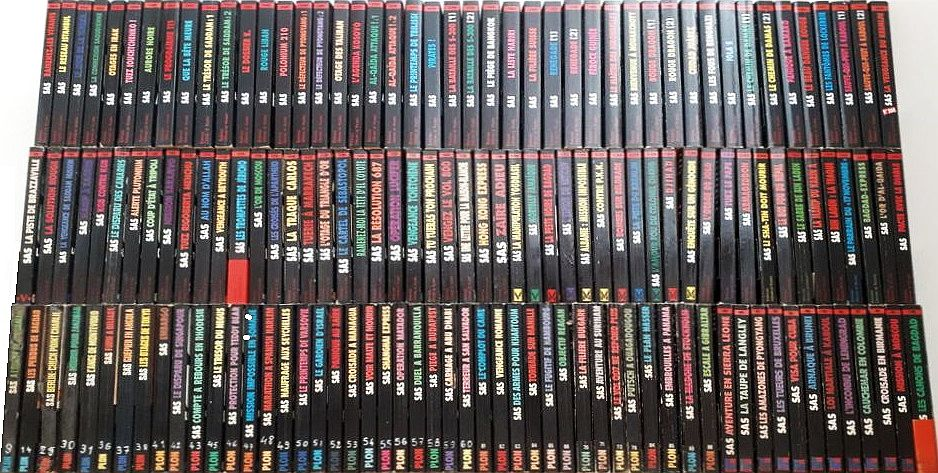
Die französische Serie S.A.S., welche auf Deutsch unter dem Titel Malko veröffentlicht wurde.

Malko ist eine deutsche Taschenheftserie, die von 1977 bis 2001 vom Berliner Cora-Verlag in gut 150 Bänden publiziert wurde. Es handelt sich hierbei um eine Übersetzung der von 1965 bis 2013 fortlaufend erschienenen französischen Serie S.A.S. von Gérard de Villiers. Held der Serie ist der österreichische Staatsbürger und Prinz Malko Linge, der als Kontrakt-Geheimagent für die CIA global Aufträge übernimmt.

## Charakter, Handlungsaufbau
S.A.S. ist die Abkürzung von Son Altesse Sérénissíme (Französisch: Seine Durchlaucht) und Special Air Service. Malko Linge ist ein österreichischer Prinz, der zum Unterhalt seines Schlosses bei Liezen gezwungen ist, zeitweise für die CIA zu arbeiten. Die Agentur fordert ihn immer für heikle Einsätze an, bei denen diplomatisches Fingerspitzengefühl gefragt ist und US-Amerikaner aus politischen Gründen nicht eingesetzt werden können.
Im Gegensatz zu James Bond benutzt Malko, bis auf eine extraflache, nie exakt typisierte Pistole, keine speziell präparierten Waffen oder Fahrzeuge. Seine Stärke liegt in der Ermittlungstätigkeit und der Herstellung von Kontakten, um Konflikte zu entschärfen. Im Bedarfsfall stellt ihm die CIA in der dramaturgischen Funktion des Sidekicks die Leibwächter Chris Jones und Milton Brabeck zur Verfügung, ehemalige US-Marines. Beide sind nicht sonderlich intelligent, jedoch effizient und loyal und retten Malko oftmals in ausweglos scheinenden Situationen das Leben. Malko lehnt Gewalt grundsätzlich ab, wird jedoch durch die Umstände oftmals gezwungen, zur Selbstverteidigung oder zur Verteidigung Dritter Gewalt bis zur Tötung seiner Gegner anzuwenden. Bei seinen Einsätzen ergeben sich oftmals Konflikte durch unterschiedliche Haltungen innerhalb der CIA selbst oder anderer amerikanischer Behörden.

## Beispiele für den zeitgenössischen Hintergrund der Handlung in Lateinamerika und den Seychellen
Soweit nachweisbar, ist die Romanhandlung in der Regel vor einem realen politischen Hintergrund, meist Bürgerkriegen, Konfliktfeldern des Kalten Kriegs, im Terrorismus- oder Drogenhändlermilieu angesiedelt.

### Nicaragua
Waffen für Nicaragua spielt in der Nicaraguanischen Revolution 1978/79. Die CIA-Führung in Langley erkennt, dass der nicaraguanische Diktator Anastasio Somoza Debayle nicht zu politischen Reformen bereit ist und dadurch linksextreme Kräfte drohen, die bürgerlichen Reformpolitiker im Widerstand gegen das System zu überflügeln. Obwohl Malko die Sandinisten (Frente Sandinista de Liberación Nacional) anfänglich ablehnt, da diese selbst mit brutalen Mitteln operieren, stellt er sich schließlich auf ihre Seite. Er gerät dabei zwischen die Fronten von Somozas Geheimdienst und dem CIA-Residenten in Managua, wobei er auf einer Party Somoza selbst trifft.

### El Salvador
Dieses Muster wiederholt sich in Terror in Salvador (Bd. 45, 1981, Originaltitel Terreur à San Salvador), der im Salvadorianischen Bürgerkrieg angesiedelt ist. Der Exil-Kubaner Enrico Chacon, genannt El Carnicero (Spanisch: Der Schlächter) ist der Gründer der Todesschwadron Mano blanco (Weiße Hand) in El Salvador und wird dabei von Armee, Polizei, der Oligarchie und dem CIA-Residenten Walter Dallas in der Hauptstadt San Salvador gedeckt. Chacon hat bislang für die CIA in ganz Lateinamerika Aufträge erledigt. Da er jetzt willkürlich mordet, hat ihn die Agentur aufgefordert, in die USA zurückzukehren, doch er weigert sich, da er den Kommunismus im Land weiter auf eigene Faust bekämpfen will. Nachdem Chacon den Mord an Erzbischof Óscar Romero angeordnet hat, wird Malko von CIA-Abteilungsleiter David Wise angeheuert. Er soll Chacon dazu bewegen, El Salvador zu verlassen, um die politische Lage zu entschärfen und den bürgerlichen Kräften eine Chance zu geben.
Mit Hilfe des Jesuiten-Priesters Batista gelingt es Malko, den Wohnort Chacons ausfindig zu machen. Er wird jedoch von dem Kameramann Peter Reynolds verraten, der ein Agent provocateur der CIA und Freund Chacons ist und seit langem versucht, die linke Guerillabewegung Salvadors zu infiltrieren. Malko tötet Chacon in einem Scharfschützenduell. Es stellt sich heraus, dass Malkos Ermittlungsergebnisse von Reynolds immer an Dallas weitergegeben wurden, der wiederum Chacon benachrichtigte. Malko informiert die Guerilleros über Reynolds’ Rolle, der daraufhin von ihnen umgebracht wird. Malko tötet in Notwehr Dallas, der Angst hat, dass seine zwielichtige Rolle in Langley bekannt wird.
Als Malko El Salvador verlässt, erfährt er aus der Presse, dass Dallas mit derselben Waffe erschossen wurde wie der Erzbischof. Beide Tote werden der Öffentlichkeit als Opfer der subversivos, der linken Guerilla, präsentiert. Malko ahnt, dass seine Tötung von Dallas der Militärjunta dazu dienen wird, noch erbarmungsloser gegen die Linke vorzugehen. In Chacon ist unschwer Major Roberto D’Aubuisson Arrieta der ARENA-Partei zu erkennen, der auch in Oliver Stones Salvador (1986) auftritt.

### Venezuela
In Die Erben des Terror (Que viva Guevara, Bd. 7, 1977) wird Malko offenbar Ende 1968 in Venezuela eingesetzt. Die CIA hat vor der guatemaltekischen Küste das kubanische Fischerboot Maracay abgefangen, das Waffen, Kämpfer und Propagandamaterial zur Unterstützung linker Guerillagruppen in Guatemala, Kolumbien und Venezuela landen soll. Bis auf zwei Besatzungsmitglieder hat die Agentur die Besatzung der Maracay liquidiert. Das Boot wurde nach Bridgetown, Barbados überführt, wo der kubanische Geheimdienst keine Kontakte besitzt. Die CIA plant, von hier aus zwei „Maulwürfe“ nach Venezuela einzuschleusen, die die dortige Stadtguerilla infiltrieren sollen. Die venezolanischen Behörden sind aus Sicherheitsgründen nicht informiert.
Einer der beiden überlebenden Kubaner der Maracay ist der junge Tscheche Janos Plana, der auf Kuba als Erntehelfer tätig war und sich freiwillig dem kubanischen Unternehmen angeschlossen hat. Unklar bleibt, ob er einfach politisch naiv ist oder ein Mitarbeiter des tschechoslowakischen Geheimdienstes. Er wird durch den Tschechisch sprechenden Malko ersetzt, der ihm auch äußerlich ähnelt. Der überlebende Kubaner wird durch den Exil-Kubaner Carlos ersetzt, der Kommunisten hasst.
Bei der Landung in Venezuela kommt Carlos durch einen Seeunfall ums Leben. Malko gelingt in Caracas die Kontaktaufnahme zur Stadtguerilla, die ihm jedoch misstraut und zum Beweis seiner Loyalität die Ermordung des Generals Orlando Léal Gomez, Chef der Spezialtruppen, fordert, was in Malko Gewissensbisse auslöst. Doch Malko wird Zeuge, wie der General in der Weihnachtsnacht nach einem Nachtclubbesuch vor seinen Augen zwei Straßenjungen erschießt, nur weil sie ihn angebettelt haben. Malko tötet Léal mit gutem Gewissen und beweist damit gegenüber den Guerilleros seine Loyalität.
Bei seinen Recherchen erfährt Malko, das die Guerilleros, fanatische Anhänger des toten Che Guevara, den amerikanischen Vizepräsidenten bei einem Besuch in Caracas töten wollen. Malko gerät zwischen die Fronten der venezolanischen Geheimpolizei Digepol, der Stadtguerilla und zu seiner Überraschung der Kommunistischen Partei Venezuelas, die ihrerseits die Guerilla infiltriert hat. Die KP will das Attentat ebenfalls verhindern, da sie in der Stadtguerilla nur eine Gruppe von ideologischen Extremisten sieht, die die legale politische Arbeit ihrer Partei gefährdet. Im letzten Moment entdeckt Malko den Plot des Attentats, kann es aber nicht verhindern: Die Guerilleros haben einem kleinen Mädchen, das auf dem Festakt für den Präsidenten erscheinen soll, eine getarnte Zeitbombe mitgegeben. Zwar kann der Vizepräsident noch gewarnt und gerettet, jedoch die Sprengung der Bombe nicht verhindert werden. Das Mädchen und zahlreiche Besucher der Veranstaltung kommen ums Leben.
Eine besondere Rolle spielt Pepe Rodriguez, ehemals Geheimdienstchef des Diktators Trujillo, der in Zusammenarbeit mit der Digepol in seiner Villa ein Folterzentrum unterhält. Hier wird auch Malko gefoltert, aber durch seine beiden inzwischen eingeflogenen CIA-Leibwächter Chris und Milton befreit. In dem Charakter des Rodriguez ist unschwer Johnny Abbes García zu erkennen, der bereits 1964 in Haiti bei einem Brand umgekommen sein soll.

### Seychellen
In Operation Seychellen (Bd. 55, o. J., Originaltitel Naufrage aux Seychelles) verarbeitete de Villiers die Operation Plumbat des israelischen Geheimdienstes Mossad.
In der Nähe der Seychellen-Insel Denise ist das Motorschiff „Laconia B“ auf ein Riff gelaufen und sofort gesunken. Es war auf dem Weg von Südafrika nach Eilath und mit 200 t Uranoxid beladen, wo das Material zum Bau israelischer Atombomben verwandt werden soll. Die CIA will die Bergung des Urans durch den Mossad verhindern, während gleichzeitig irakische Geheimagenten versuchen, das Material vom Wrack abzubergen. Da die USA auf den Seychellen aus politischen Gründen nicht selbst eingreifen können, da die Regierung mit dem Irak sympathisiert, wird Malko angeheuert. Er erkennt, dass eine Bergung von amerikanischer Seite ausgeschlossen ist, und zündet am Wrack der Laconia B eine Bombe, die es in tiefere Gewässer abgleiten lässt, wo es weder von den Israelis noch den Irakern abgeborgen werden kann.

### Surinam
In Countdown des Todes in Surinam (Bd. 66, o. J., Originaltitel Aventure au Suriname) werden die so genannten Dezembermorde in Suriname im Dezember 1982 thematisiert, die bis heute Dési Bouterse zur Last gelegt werden.

## Stil, Dramaturgie
De Villiers Stil, der sich als Autor selbst zwischen John le Carré und Robert Ludlum einordnet, ist eher hausbacken. Seine Romane leben von einem detailliert geschilderten Lokalkolorit; viele der Romane enthalten Stadtpläne oder Landkarten der Handlungsorte, anhand derer der Leser die Handlung verfolgen kann. Angeblich hat de Villiers die meisten Schauplätze seiner Romane zwecks ausgiebiger Recherchen vorher besucht.

## Rezeption
Obwohl Malko in Deutschland beinahe ein Vierteljahrhundert lang durchgehend publiziert wurde und neben Mister Dynamit offenbar die einzige deutsche Taschenbuchserie ist, die sich fiktiv mit den globalen Schauplätzen des Kalten Kriegs, dem internationalen Terrorismus und Drogenhandel auseinandersetzt, existiert bislang keine literatur- oder politikwissenschaftliche Untersuchung. Der Spiegel beurteilte sie noch im Jahr ihres Erscheinens als Beispiel für die zunehmende Brutalisierung der Trivialliteraturszene der Bundesrepublik:

„Daß der CIA-Agent Malko, ein ‚gnadenloser Kämpfer‘ für die freie Welt, mit ‚unglaublicher Härte‘ zu Werke geht, ist – wie alles bei Springer – von vornherein legitimiert: durch ‚die gerechte Sache‘ (so die Malko-Werbung in Springer-Blättern). Egal deshalb, ob der Harvard-Absolvent und gebürtige österreichische Prinz Malko Linge, 38 (‚Keine homosexuellen Neigungen‘; ‚Seine Wirkung auf Frauen war dem Agenten schon oft sehr nützlich‘), einem verschwundenen Goldschatz des toten Kaisers Haile Selassie nachspürt oder ein Attentat auf Henry Kissinger vereitelt – Pardon wird nicht gegeben.“

Nachdem zahlreiche Ausgaben der Serie in Deutschland von der Bundesprüfstelle als jugendgefährdend indiziert wurden, ging der Cora-Verlag dazu über, nur noch stark und oft sinnverfälschend zensierte Versionen der Originale zu veröffentlichen.

## Liste der Romane
Die Romanreihe erschien von 1965 bis 1987 bei Plon / Presses de la Cité, 1988 bis 1997 bei Éditions Gérard de Villiers, 1998 bis 2000 Éditions Malko productions, sowie seit 2001 wiederum bei Éditions Gérard de Villiers.
1. SAS à Istanbul, 1965 (Höllenfracht nach Istanbul, 1978)
2. S.A.S. contre C.I.A., 1965 (''Putsch in Persien'', 1981)
3. Opération Apocalypse, 1965
4. Samba pour SAS, 1966 (''Die Todes-Samba von Rio'', 1981)
5. Rendez-vous à San Francisco, 1966
6. Le Dossier Kennedy, 1967 (''Die Spur führt ins Weisse Haus'', 1978)
7. SAS broie du noir, 1967 (Safari des Grauens, 1978)
8. SAS aux Caraïbes, 1967 (Hurrikan über der Karibik, 1978)
9. SAS à l'ouest de Jérusalem, 1967 (''Entführung nach Sardinien'', 1979)
10. L'Or de la rivière Kwaï, 1968 (Tod am River Kwai, 1977)
11. Magie noire à New York, 1968
12. Les Trois Veuves de Hong Kong, 1968
13. L'Abominable Sirène, 1969
14. Les Pendus de Bagdad, 1969 (''Die Rebellin von Bagdad'', 1979)
15. La Panthère d'Hollywood, 1969
16. Escale à Pago-Pago, 1969 (''Hetzjagd auf Samoa'', 1979)
17. Amok à Bali, 1970 (''Heisses Pflaster Djakarta'', 1978)
18. Que viva Guevara, 1970 (Die Erben des Terrors, 1977)
19. Cyclone à l'ONU, 1970 (Sturm in der UNO, 1981)
20. Mission à Saïgon, 1970 (Inferno in Saigon, 1980)
21. Le Bal de la comtesse Adler, 1971 (Der Ball der Gräfin Adler, 1978)
22. Les Parias de Ceylan, 1971
23. Massacre à Amman, 1971 (''Die Löwin von Amman'', 1981)
24. Requiem pour Tontons Macoutes, 1971 (Todeszauber auf Haiti, 1980)
25. L'Homme de Kabul, 1972 (Der Mann aus Kabul, 1978)
26. Mort à Beyrouth, 1972 (''Brennpunkt Beirut'', 1981)
27. Safari à La Paz, 1972 (Der Tote von La Paz, 1984)
28. L'Héroïne de Vientiane, 1972 (''Heroin aus Laos'', 1981)
29. Berlin : Check-point Charlie, 1973
30. Mourir pour Zanzibar, 1973 (''Sterben für Sansibar'', 1981)
31. L'Ange de Montevideo, 1973 (''Der Engel von Montevideo'', 1979)
32. Murder Inc., Las Vegas, 1973 (Mord-GmbH Las Vegas, 1978)
33. Rendez-vous à Boris Gleb, 1974 (''Agentenduell am Polarkreis'', 1979)
34. Kill Henry Kissinger !, 1974 (Attentat auf Kissinger, 1977)
35. Roulette cambodgienne, 1974 (''Todes-Roulett der Roten Khmer'', 1980)
36. Furie à Belfast, 1974 (Terror in Belfast, 1977)
37. Guêpier en Angola, 1975 (Massaker in Angola, 1984)
38. Les Otages de Tokyo, 1975 (Die Geiseln von Tokyo, 1978)
39. L'ordre règne à Santiago, 1975
40. Les Sorciers du Tage, 1975 (''Die Hexer von Lissabon''. 1978)
41. Embargo, 1976 (''Tödliche Finsternis über New York'', 1979)
42. Le Disparu de Singapour, 1976 (''Verschollen in Singapur'', 1979)
43. Compte à rebours en Rhodésie, 1976 (Abrechnung in Rhodesien, 1977)
44. Meurtre à Athènes, 1976 (Mordfalle in Athen, 1977)
45. Le Trésor du Négus, 1977 (Der Goldschatz des Negus, 1977)
46. Protection pour Teddy Bear, 1977 (''Tod auf der Themse'', 1979)
47. Mission impossible en Somalie, 1977 (''Höllische Mission in Somalia'', 1979)
48. Marathon à Spanish Harlem, 1977 (Die tödliche Spur zu „Carlos“, 1977)
49. Naufrage aux Seychelles, 1978 (Operation Seychellen, 1983)
50. Le Printemps de Varsovie, 1978 (Agenten-Roulett in Warschau, 1978)
51. Le Gardien d'Israël, 1978
52. Panique au Zaïre, 1978 (''Verschwörung am Kongo'', 1979)
53. Croisade à Managua, 1979 (Waffen für Nicaragua, 1980)
54. Voir Malte et mourir, 1979 (''Killer-Kommando auf Malta'', 1979)
55. Shangaï Express, 1979 (''Anschlag im Schanghai-Express'', 1979)
56. Opération Matador, 1979 (Letzte Abrechnung auf Hawaii, 1980)
57. Duel à Barranquilla, 1980 (''Die Guerilla von Barranquilla'', 1980)
58. Piège à Budapest, 1980 (Agentenfalle Budapest, 1980)
59. Carnage à Abu Dhabi, 1980 (Ölkrieg in Abu Dhabi, 1981)
60. Terreur à San Salvador, 1980 (Terror in San Salvador, 1981)
61. Le Complot du Caïre, 1981 (''Das Komplott von Kairo'', 1981)
62. Vengeance romaine, 1981 (''Finale in der Ewigen Stadt'', 1982)
63. Des armes pour Khartoum, 1981 (''Guerillas gegen Gaddafi'', 1982)
64. Tornade sur Manille, 1981 (Attentat in Manila, 1983)
65. Le Fugitif de Hambourg, 1982 (Tödliche Jagd in Hamburg, 1993)
66. Objectif Reagan, 1982 (Mord-Roulette auf Zypern, 1983)
67. Rouge grenade, 1982 (Raketen gegen Venezuela, 1984)
68. Commando sur Tunis, 1982 (Der Todes-Engel von Tunis, 1983)
69. Le Tueur de Miami, 1983 (Bitterer Schnee aus Puerto Rico, 1984)
70. La Filière bulgare, 1983 (Flucht aus Bulgarien, 1984)
71. Aventure au Surinam, 1983 (Countdown des Todes in Surinam, 1984)
72. Embuscade à la Khyber Pass, 1983 (Hinterhalt am Khaiberpass, 1984)
73. Le Vol 007 ne répond plus, 1984 (Flug 007 antwortet nicht mehr, 1984)
74. Les Fous de Baalbek, 1984 (Hexenkessel Libanon, 1985)
75. Les Enragés d'Amsterdam, 1984 (Atomare Bedrohung für Rotterdam, 1985)
76. Putsch à Ouagadougou, 1984 (Verrat in Obervolta, 1985)
77. La Blonde de Pretoria, 1985 (Blondes Dynamit in Pretoria, 1985)
78. La Veuve de l'Ayatollah, 1985 (Die Witwe des Ajatollah, 1985)
79. Chasse à l'homme au Pérou, 1985 (Menschenjagd in Peru, 1986)
80. L'affaire Kirsanov, 1985 (Flamenco des Todes, 1986)
81. Mort à Gandhi, 1986 (Die Killer-Sikhs von Delhi, 1986)
82. Danse macabre à Belgrade, 1986 (Massaker in Wien, 1986)
83. Coup d'État au Yémen, 1986 (Blutige Hölle Jemen, 1987)
84. Le Plan Nasser, 1986 (Sprengt New York, 1987)
85. Embrouilles à Panama, 1987 (Roter Himmel über Panama, 1987)
86. La Madone de Stockholm, 1987 (Der KGB kennt keine Gnade, 1987)
87. L'Otage d'Oman, 1987 (Tödliche Waffen für den Iran, 1988)
88. Escale à Gibraltar, 1987 (Todesfracht aus Sri Lanka, 1988)
89. Aventure en Sierra Leone, 1988 (Treffpunkt Sierra Leone, 1988)
90. La Taupe de Langley, 1988 (Flucht nach Santo Domingo, 1988)
91. Les Amazones de Pyongyang, 1988 (Die Amazonen von Pjöngjang, 1989)
92. Les Tueurs de Bruxelles, 1988 (Die Mörder von Brüssel, 1989)
93. Visa pour Cuba, 1989 (Tod in Havanna, 1989)
94. Arnaque à Brunei, 1989 (Rache auf Borneo, 1989)
95. Loi martiale à Kaboul, 1989 (Mission in Kabul, 1990)
96. L'Inconnu de Leningrad, 1989 (Inferno über Lockerbie, 1990)
97. Cauchemar en Colombie, 1989 (Der weiße Tod von Bogota, 1990)
98. Croisade en Birmanie, 1990 (Todes-Trip durch Birma, 1990)
99. Mission à Moscou, 1990 (Wer spielt falsch in Moskau?, 1991)
100. Les Canons de Bagdad, 1990 (Kanonen für Bagdad, 1991)
101. La Piste de Brazzaville, 1991 (Man stirbt schnell in Brazzaville, 1992)
102. La Solution rouge, 1991 (Entscheidung am Mekong, 1991)
103. La Vengeance de Saddam Hussein, 1991 (Saddams Rache, 1992)
104. Manip à Zagreb, 1992 (Verrat in Zagreb, 1992)
105. KGB contre KGB, 1992 (Putsch in Moskau, 1992)
106. Le Disparu des Canaries, 1992 (Die Yacht des Todes, 1992)
107. Alerte Plutonium, 1992 (Plutonium für den Iran, 1993)
108. Coup d'État à Tripoli, 1992 (Staatsstreich in Libyen, 1993)
109. Mission Sarajevo, 1993 (Sarajevo – blutige Stadt, 1993)
110. Tuez Rigoberta Menchu, 1993 (Mission "El Diablo", 1993)
111. Au nom d'Allah, 1993 (Im Namen Allahs, 1994)
112. Vengeance à Beyrouth, 1993 (Blutige Rache in Beirut, 1994)
113. Les Trompettes de Jéricho, 1994 (Pulverfass Jerusalem, 1994)
114. L'Or de Moscou, 1994 (Das Gold von Moskau, 1994)
115. Les Croisés de l'Apartheid, 1994
116. La Traque Carlos, 1994 (Jagd auf Carlos, 1995)
117. Tuerie à Marrakech, 1995 (Feuer über Marrakesch, 1995)
118. L'Otage du triangle d'or, 1995 (Geiselnahme in Bangkok, 1995)
119. Le Cartel de Sébastopol, 1995 (Das Waffen – Kartell von Sewastopol, 1996)
120. Ramenez-moi la tête d'El Coyote, 1995
121. La Résolution 687, 1996 (Saddams falsches Spiel, 1996)
122. Opération Lucifer, 1996 (New York in Angst, 1996)
123. Vengeance tchétchène, 1996 (Die Rache der Tschetschenen, 1997)
124. Tu tueras ton prochain, 1996 (Intrigen in Belgrad, 1997)
125. Vengez le vol 800, 1997 (Flug 800 – Start in den Tod, 1997)
126. Une lettre pour la Maison-Blanche, 1997 (Malko tötet General Polyakow, 2000)
127. Hong Kong express, 1997 (Hongkong – Express, 1997)
128. Zaïre adieu, 1997
129. La Manipulation Yggdrasil, 1998
130. Mortelle Jamaïque, 1998
131. La Peste noire de Bagdad, 1998
132. L'Espion du Vatican, 1998
133. Albanie, mission impossible, 1999
134. La Source Yahalom, 1999
135. Contre P.K.K., 1999
136. Bombes sur Belgrade, 1999
137. La Piste du Kremlin, 2000
138. L'Amour fou du Colonel Chang, 2000
139. Djihad, 2000
140. Enquête sur un génocide, 2000
141. L'Otage de Jolo, 2001
142. Tuez le Pape, 2001
143. Armageddon, 2001
144. Li Sha-Tin doit mourir, 2001
145. Le Roi fou du Népal, 2002
146. Le Sabre de Bin Laden, 2002
147. La Manip du Karin A, 2002
148. Bin Laden, la traque, 2002
149. Le Parrain du 17 novembre, 2003
150. Bagdad-Express, 2003
151. L'Or d'Al-Qaida, 2003
152. Pacte avec le diable, 2003
153. Ramenez les vivants, 2004
154. Le Réseau Istanbul, 2004
155. Le Jour de la Tcheka, 2004
156. La Connexion saoudienne, 2004
157. Otages en Irak, 2005
158. Tuez Iouchtchenko, 2005
159. Mission : Cuba, 2005
160. Aurore noire, 2005
161. Le Programme 111, 2006
162. Que la bête meure, 2006
163. Le Trésor de Saddam : 1, 2006
164. Le Trésor de Saddam : 2, 2006
165. Le Dossier K, 2006
166. Rouge Liban, 2007
167. Polonium 210, 2007
168. Le Défecteur de Pyongyang : 1, 2007
169. Le Défecteur de Pyongyang : 2, 2007
170. Otage des Taliban, 2007
171. L'Agenda Kosovo, 2008
172. Retour à Shangri-La, 2008
173. Al-Qaïda attaque : 1, 2008
174. Al-Qaïda attaque : 2, 2008
175. Tuez le Dalaï-Lama, 2008
176. Le Printemps de Tbilissi, 2009
177. Pirates, 2009
178. La Bataille des S-300 : 1, 2009
179. La Bataille des S-300 : 2, 2009
180. Le Piège de Bangkok, 2009
181. La Liste Hariri, 2010
182. La Filière suisse, 2010
183. Renegade : 1, 2010
184. Renegade : 2, 2010
185. Féroce Guinée, 2010
186. Le Maître des hirondelles, 2011
187. Bienvenue à Nouakchott, 2011
188. Rouge Dragon : 1, 2011
189. Rouge Dragon : 2, 2011
190. Ciudad Juárez, 2011
191. Les Fous de Benghazi, 2012
192. Igla S, 2012
193. Le Chemin de Damas : 1, 2012
194. Le Chemin de Damas : 2, 2012
195. Panique à Bamako, 2012
196. Le Beau Danube rouge, 2013
197. Les fantômes de Lockerbie, 2013
198. Sauve-qui-peut à Kaboul : 1, 2013
199. Sauve-qui-peut à Kaboul : 2, 2013
200. La Vengeance du Kremlin, 2013

## Verfilmungen
- S.A.S. à San Salvador (S.A.S. Malko – Im Auftrag des Pentagon), BRD/F 1982, Regie Raoul Coutard, mit Miles O’Keeffe als Malko Linge und Raimund Harmstorf als Enrico Chacon.
- Eye of the Widow, F/USA 1992, Regie Andrew V. McLaglen, mit Richard Young und Mel Ferrer, deutscher Videotitel Malko: Eye of the Widow.